# Saihantaolai (sockenhuvudort i Kina, Inner Mongolia Autonomous Region, lat 41,88, long 100,61)
Saihantaolai (kinesiska: 赛汉陶来, 赛汉陶来苏木) är en sockenhuvudort i Kina. Den ligger i den autonoma regionen Inre Mongoliet, i den norra delen av landet, omkring 930 kilometer väster om regionhuvudstaden Hohhot. Antalet invånare är 1 515. Befolkningen består av 444 kvinnor och 1 071 män. Barn under 15 år utgör 4,0 %, vuxna 15-64 år 91 %, och äldre över 65 år 3,0 %.
Trakten runt Saihantaolai är nära nog obefolkad, med mindre än två invånare per kvadratkilometer. Det finns inga andra samhällen i närheten. Trakten runt Saihantaolai är ofruktbar med lite eller ingen växtlighet.
Genomsnittlig årsnederbörd är 105 millimeter. Den regnigaste månaden är juni, med i genomsnitt 35 mm nederbörd, och den torraste är mars, med 2 mm nederbörd.